# Francia en la Copa Mundial de Rugby de 2023
Les Bleus son por segunda vez los anfitriones y una de las 20 naciones participantes de la Copa Mundial de Rugby de 2023.
Francia llega a su décima participación siendo local, tercera del World Rugby Ranking, campeona invicta del Torneo de las Seis Naciones 2022 y subcampeona de la edición 2023; catalogada entonces como una favorita para ganar el mundial.

## Preparación
Francia jugó cuatro pruebas de preparación en agosto; dos frente al Cardo, contra Fiyi y ante los Wallabies.

### Escocia
En la segunda prueba contra el Cardo, un partido abierto hasta el final pero controlado por Francia, se lesionó la estrella Romain Ntamack y debido a la gravedad; rotura del ligamento cruzado anterior de la rodilla izquierda; quedó descartado para todo el campeonato.

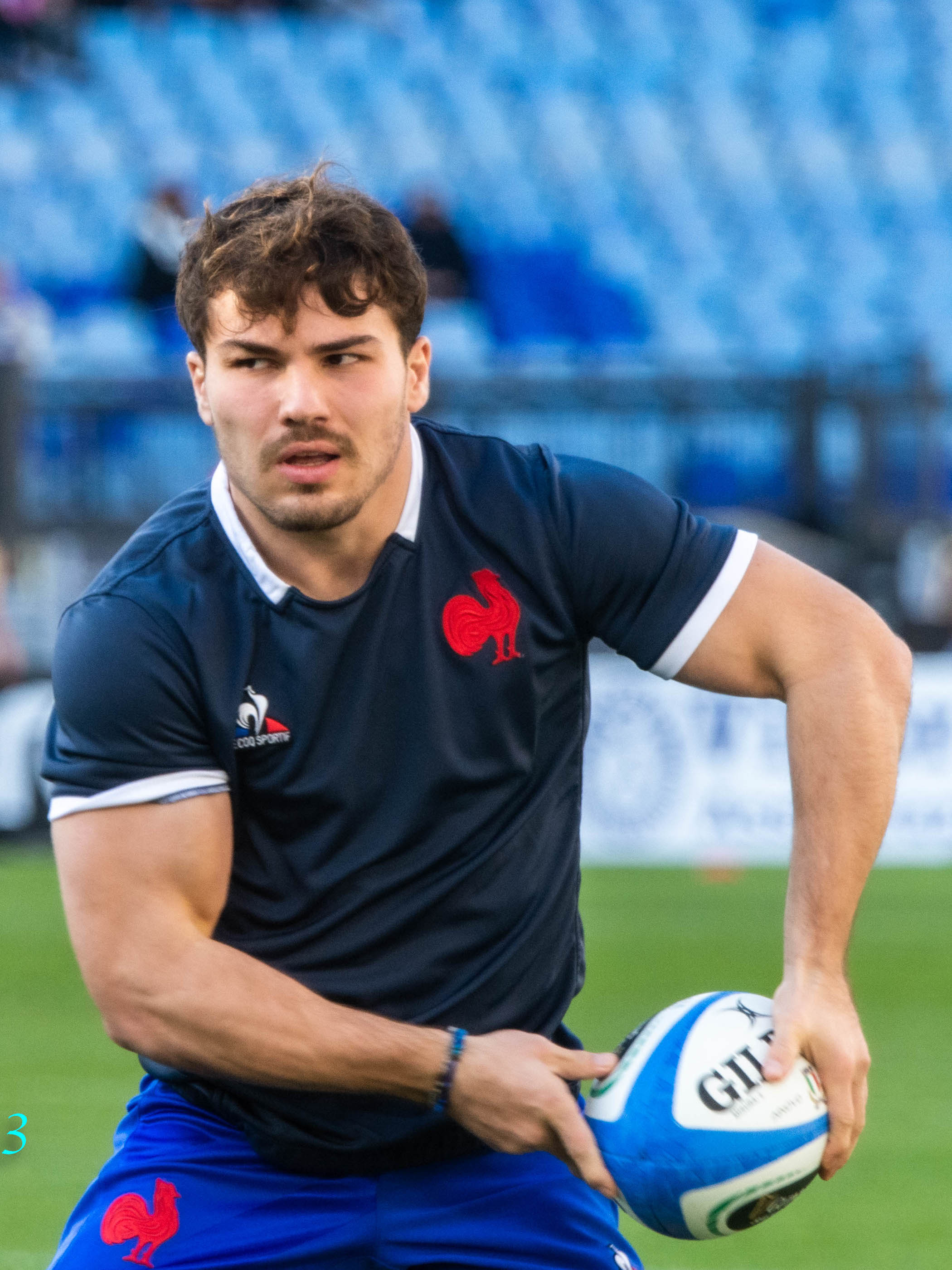
El capitán es Antoine Dupont.

| 12 de agosto | Francia | 30 – 27 | Escocia                                                                                            | Estadio Geoffroy-Guichard, Saint-Étienne              |                                                       |
| 21:05 (CEST) | Tries Ntamack 32' Penaud 42' Ollivon 44' Conversiones Ramos (3) 33', 43', 46' Penales Ramos (3) 8', 22', 79' |         | Tries 4', 74' Steyn 62' Van der Merwe 67' Darge Conversiones 6', 68' (2) Russell Penal 11' Russell | Asistencia: 41.101 espectadores Árbitro(s): Nic Berry | Asistencia: 41.101 espectadores Árbitro(s): Nic Berry |

## Plantel

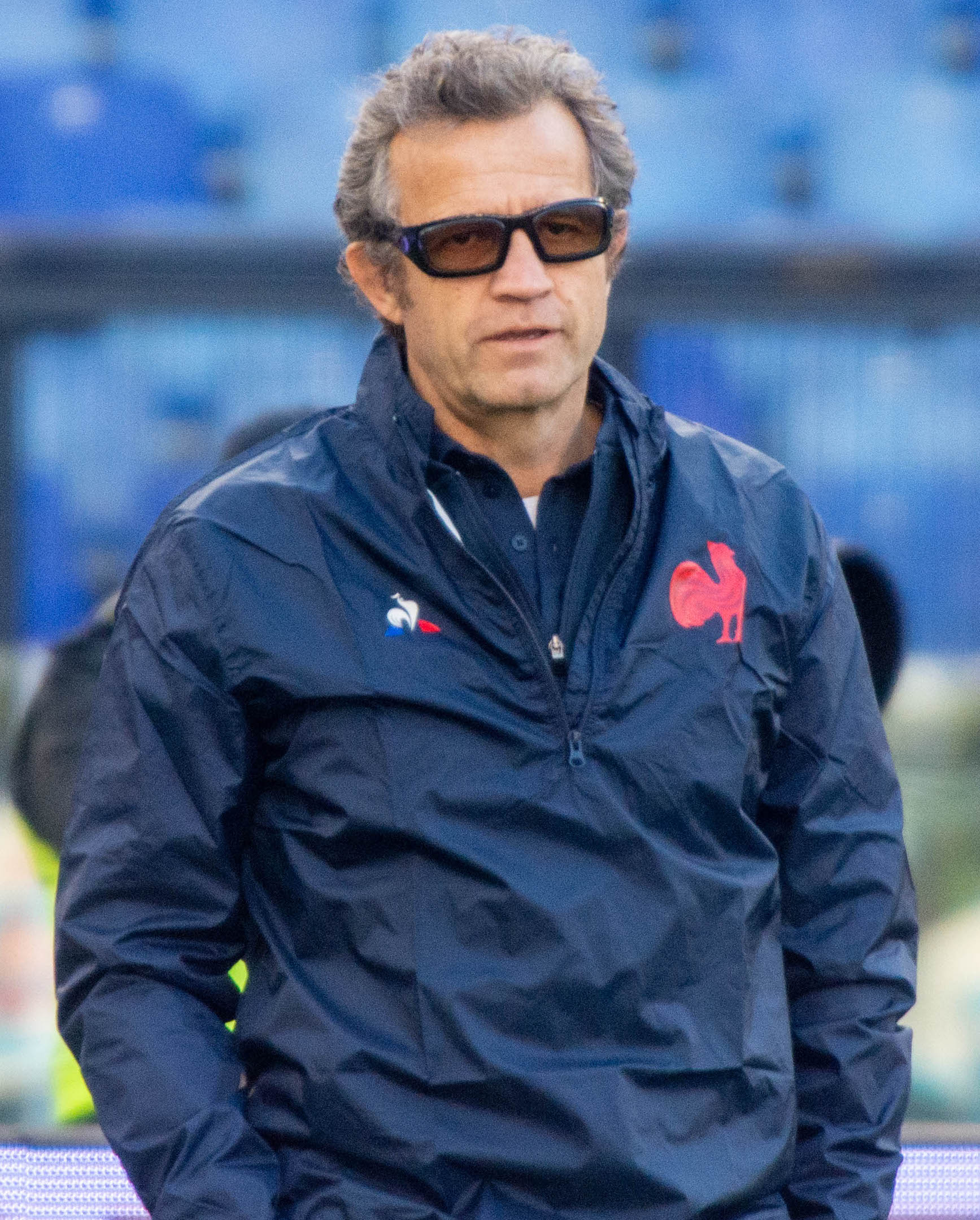
El entrenador en jefe es Fabien Galthié.

El técnico Galthié (54 años), capitán hace 20 años en Australia 2003, anunció la lista el 21 de agosto.
Las pruebas corresponden hasta antes del inicio del mundial y las edades a la fecha de la Final. En negrita los rugbistas titulares.
|                            | Jugador              | Edad    | Posición      | Pruebas | Equipo                         |
| -------------------------- | -------------------- | ------- | ------------- | ------- | ------------------------------ |
| Hookers y Pilares          |                      |         |               |         |                                |
|                            | Dorian Aldegheri     | 30 años | Pilar         | 11      | Stade Toulousain               |
| 3                          | Uini Atonio          | 33 años | Pilar         | 53      | Stade Rochelais                |
|                            | Cyril Baille         | 30 años | Pilar         | 44      | Stade Toulousain               |
|                            | Pierre Bourgarit     | 26 años | Hooker        | 10      | Stade Rochelais                |
|                            | Sipili Falatea       | 26 años | Pilar         | 13      | Union Bordeaux Bègles          |
|                            | Jean-Baptiste Gros   | 24 años | Pilar         | 25      | Rugby Club Toulonnais          |
| 2                          | Julien Marchand      | 28 años | Hooker        | 31      | Stade Toulousain               |
|                            | Peato Mauvaka        | 26 años | Hooker        | 24      | Stade Toulousain               |
| 1                          | Reda Wardi           | 28 años | Pilar         | 9       | Stade Rochelais                |
| Segundas líneas            |                      |         |               |         |                                |
| 5                          | Thibaud Flament      | 26 años | Segunda línea | 19      | Stade Toulousain               |
|                            | Romain Taofifenua    | 33 años | Segunda línea | 44      | Lyon Olympique                 |
|                            | Paul Willemse        | 30 años | Segunda línea | 31      | Montpellier Hérault Rugby Club |
| 4                          | Cameron Woki         | 24 años | Segunda línea | 22      | Racing 92                      |
| Alas y Octavos             |                      |         |               |         |                                |
| 8                          | Gregory Alldritt     | 26 años | Octavo        | 42      | Stade Rochelais                |
|                            | Paul Boudehent       | 23 años | Octavo        | 3       | Stade Rochelais                |
| 6                          | François Cros        | 29 años | Ala           | 22      | Stade Toulousain               |
|                            | Anthony Jelonch      | 27 años | Ala           | 25      | Stade Toulousain               |
|                            | Sekou Macalou        | 28 años | Ala           | 18      | Stade Français Paris           |
| 7                          | Charles Ollivon      | 30 años | Ala           | 35      | Rugby Club Toulonnais          |
| Medios scrums              |                      |         |               |         |                                |
|                            | Baptiste Couilloud   | 26 años | Medio scrum   | 13      | Lyon Olympique                 |
| 9                          | Antoine Dupont       | 26 años | Medio scrum   | 49      | Stade Toulousain               |
|                            | Maxime Lucu          | 30 años | Medio scrum   | 15      | Union Bordeaux Bègles          |
| Aperturas y Centros        |                      |         |               |         |                                |
|                            | Jonathan Danty       | 31 años | Centro        | 23      | Stade Rochelais                |
| 13                         | Gaël Fickou          | 29 años | Centro        | 81      | Racing 92                      |
|                            | Antoine Hastoy       | 26 años | Apertura      | 4       | Stade Rochelais                |
| 10                         | Matthieu Jalibert    | 24 años | Apertura      | 26      | Union Bordeaux Bègles          |
| 12                         | Yoram Moefana        | 23 años | Centro        | 18      | Union Bordeaux Bègles          |
|                            | Arthur Vincent       | 24 años | Centro        | 16      | Montpellier Hérault Rugby Club |
| Fullbacks y Wings          |                      |         |               |         |                                |
|                            | Louis Bielle-Biarrey | 20 años | Wing          | 3       | Union Bordeaux Bègles          |
|                            | Melvyn Jaminet       | 24 años | Fullback      | 15      | Stade Toulousain               |
| 14                         | Damian Penaud        | 27 años | Wing          | 44      | Union Bordeaux Bègles          |
| 15                         | Thomas Ramos         | 28 años | Fullback      | 27      | Stade Toulousain               |
| 11                         | Gabin Villière       | 27 años | Wing          | 14      | Rugby Club Toulonnais          |
| Entrenador: Fabien Galthié |                      |         |               |         |                                |

## Participación
Francia tiene su campamento base en Rueil-Malmaison. Integra el Grupo A junto con los favoritos All Blacks, la europea Italia, los sudamericanos Teros y la africana Namibia.
El debut y prueba clave que definirá al ganador del grupo, será ante la Nueva Zelanda del técnico Ian Foster y los rugbistas: Codie Taylor, Sam Whitelock, el capitán Sam Cane, Aaron Smith, la estrella Richie Mo'unga y Beauden Barrett.
| Predecesor: Japón 2019 | Francia en la Copa Mundial de Rugby Francia 2023 | Sucesor: Australia 2027 |